# Campagne de Floride occidentale

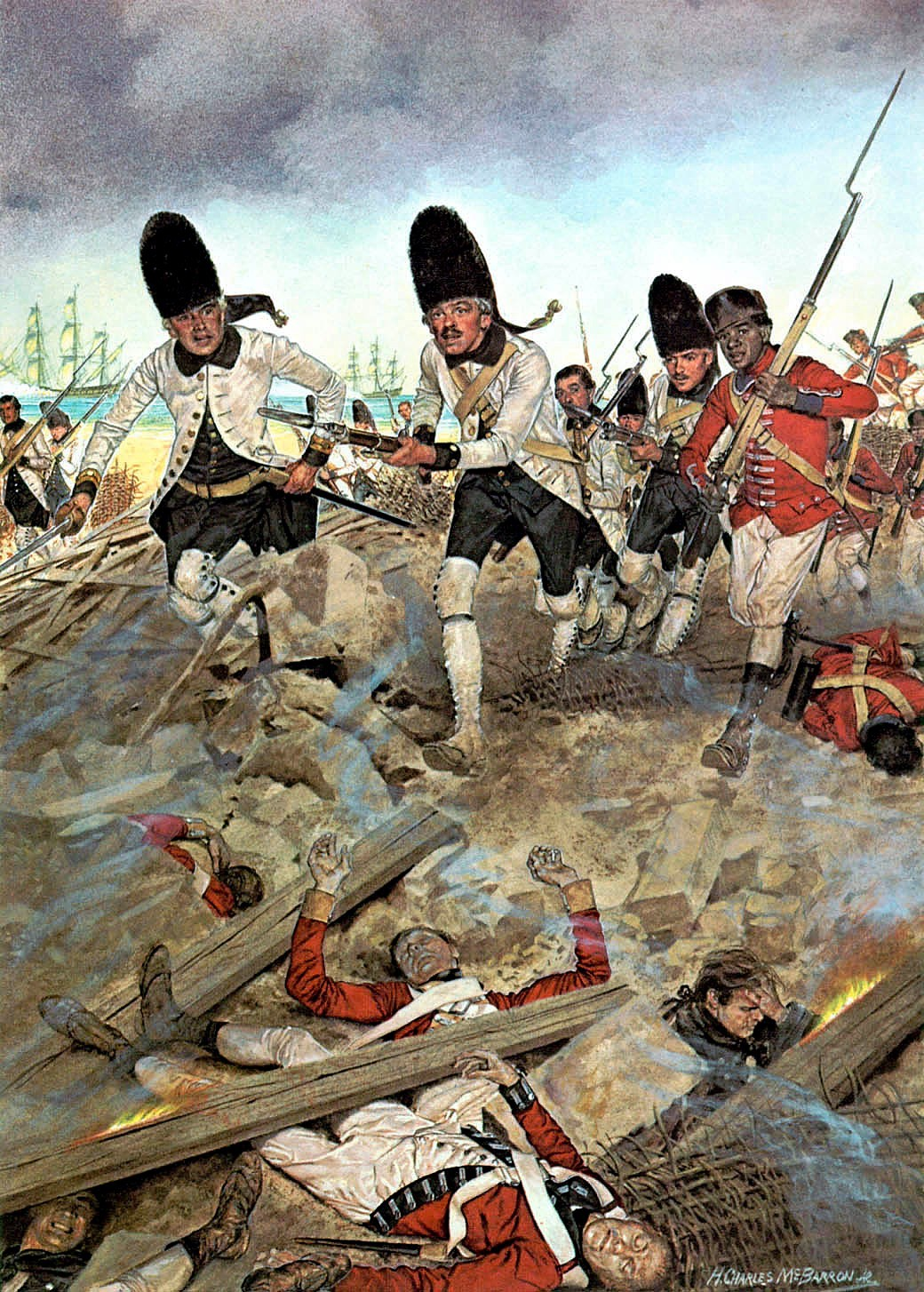
L'armée espagnole capturant le fort George durant la bataille de Pensacola.

La campagne de Floride occidentale est une série de manœuvres militaires et de batailles durant la guerre d'indépendance des États-Unis.
Elle est menée principalement par le gouverneur de la Louisiane espagnole, Bernardo de Gálvez, contre la province britannique de Floride orientale.
La campagne commence par des opérations contre les positions britanniques sur le fleuve Mississippi peu de temps après la guerre entre l'Angleterre et l'Espagne en 1779, Gálvez achevant la conquête de l'ouest de la Floride en 1781 avec le siège réussi de Pensacola. C'est une des principales victoires de l'Espagne dans la guerre d'indépendance des États-Unis.